# Parvicaecilia pricei
Parvicaecilia pricei es una especie de anfibio gimnofión de la familia Caeciliidae.
Es endémica de Colombia: se halla a una altitud de 200 a 2000 m s. n. m. en los departamentos del Quindío, Antioquia y Santander.
Sus hábitats naturales incluyen bosques secos tropicales o subtropicales, montanos secos, pastos, plantaciones, jardines rurales, zonas previamente boscosas ahora muy degradadas y zonas de irrigación.